# Гопченко, Галина Петровна
Галина Петровна Гопченко (род. 26 мая 1948), в девичестве Береславская — советская легкоатлетка, специалистка по прыжкам в длину. Выступала за сборную СССР по лёгкой атлетике в середине 1970-х годов, обладательница бронзовой медали чемпионата Европы в помещении, призёрка первенств всесоюзного значения. Представляла Краснодар и спортивное общество «Трудовые резервы».

## Биография
Галина Гопченко родилась 26 мая 1948 года. Занималась лёгкой атлетикой в Краснодаре под руководством заслуженного тренера СССР Анатолия Михайловича Никитина. Выступала за добровольное спортивное общество «Трудовые резервы».
Первого серьёзного успеха на всесоюзном уровне добилась в сезоне 1975 года, когда на чемпионате страны в рамках VI летней Спартакиады народов СССР в Москве завоевала в прыжках в длину бронзовую награду.
Попав в состав советской сборной, в 1976 году выступила на чемпионате Европы в помещении в Мюнхене — с личным рекордом 6,48 выиграла бронзовую медаль, уступив только своей соотечественнице Лидии Алфеевой и представительнице Чехословакии Ярмиле Ныгрыновой.

В группе моего первого набора, а это были учащиеся профессионально-технических училищ, оказалась Галина Гопченко (Береславская). Необыкновенно талантливая девочка, но своенравная — работать с ней было непросто. В течение пяти лет Галя входила в сборную Союза, становилась бронзовым призёром зимнего чемпионата Европы, чемпионатов СССР, была чемпионкой РСФСР… У Гопченко, обладавшей недюжинным потенциалом, были хорошие шансы поехать на Олимпийские игры в Монреаль, но она ими не воспользовалась. Галина ушла из большого спорта, так и не реализовав своих возможностей…
— Анатолий Никитин